# Моногидрат трихлоро(этилен)платината(II) калия
Моногидрат трихлоро(этилен)платината(II) калия — металлоорганическое соединение
платины
с формулой K[PtCl3(C2H4)]•H2O,
жёлтые кристаллы, растворяется в воде.
Другое название Соли Цейзе в честь первооткрывателя Уильяма Кристофера Цейзе.

## Получение
- Пропускание этилена через раствор тетрахлороплатината(II) калия в соляной кислоте:

{\displaystyle {\mathsf {K_{2}[PtCl_{4}]+C_{2}H_{4}+H_{2}O\ {\xrightarrow {SnCl_{2}}}\ K[PtCl_{3}(C_{2}H_{4})]\cdot H_{2}O+KCl}}}

## Физические свойства
Моногидрат трихлоро(этилен)платината(II) калия образует жёлтые кристаллы
моноклинной сингонии,
пространственная группа P 21/c,
параметры ячейки a = 1,1212 нм, b = 0,8424 нм, c = 0,9696 нм, β = 107,52°, Z = 4
При ≈75°С начинает терять воду, а при 180°С разлагается с выделением этилена.
Растворяется в воде, разбавленной соляной кислоте, метаноле, этаноле и ацетоне. Растворы медленно разлагаются.
Не растворяется в диэтиловом эфире и алифатических углеводородах.